# Kiotói Egyetem
A Kiotói Egyetem (京都; Kyōto; Hepburn: 大学, ’daigaku’), rövidítve Kyōdai (京大; Hepburn: Kyōdai), egy kutató egyetem, amely Japánban Kiotó város Szakjó kerületében található. Az egyetem 10 karára több mint 22 000 hallgató jár, köztük 2 249 külföldi cserediák. Az intézmény 3 kampusszal rendelkezik. A Josida kampusz, amely egyben az egyetem központja is Szakjó-ku Josida részében, az Udzsi kampusz Udzsiban, a Kacura kampusz pedig Kiotó Nisikjó kerületében találhatók.
Az egyetem könyvtárhálózata több, mint 40 könyvtárat foglal magába,  melyek összesen több, mint 7,49 millió könyvet tartalmaznak, Japán második legnagyobb egyetemi könyvtárává téve azt.
Számos mérés szerint Japán második legjobb egyetemének számít, a Tokiói Egyetem mögött. Világszerte szakokra lebontva történelemből, kémiából és fizikából a legjobb 30 egyetem közé tartozik.
A Kiotói Egyetem volt diákjai közé tartozik két japán miniszterelnök, továbbá az egyetemhez köthető 19 Nobel-díjas és két Fields-érmes is.

## Fordítás
- Ez a szócikk részben vagy egészben  a   Kyoto University című angol Wikipédia-szócikk fordításán alapul.  Az eredeti cikk szerkesztőit annak laptörténete sorolja fel. Ez a jelzés csupán a megfogalmazás eredetét és a szerzői jogokat jelzi, nem szolgál a cikkben szereplő információk forrásmegjelöléseként.